# Orlando Palacios
Orlando Palacios Castillo (ur. 6 marca 1954) – kubański bokser, mistrz igrzysk Ameryki Środkowej i Karaibów, olimpijczyk.
Wystąpił w wadze piórkowej (do 57 kg) na igrzyskach olimpijskich w 1972 w Monachium, gdzie po wygraniu jednej walki przegrał kolejną z Gabrielem Pometcu z Rumunii. Zdobył srebrny medal w wadze lekkiej (do 57 kg) na mistrzostwach Ameryki Środkowej i Karaibów w 1972 w San José (w finale pokonał go Juan Francisco García z Meksyku)
Zwyciężył w wadze lekkiej na igrzyskach Ameryki Środkowej i Karaibów w 1974 w Santo Domingo (w finale wygrał z José Luisem Vellonem z Portoryko). 
Zdobył srebrny medal w wadze lekkopółśredniej (do 63,5 kg) na mistrzostwach Ameryki Środkowej i Karaibów w 1974 w Caracas (w finale przegrał z Pedro Gamarro z Wenezueli).
Był mistrzem Kuby w wadze lekkiej w 1971, 1972 i 1974 oraz w wadze lekkopółśredniej w 1973.